# Zuyua (planeta)
El planeta Zuyua es un cuerpo estelar ficticio ubicado en la también ficticia galaxia Épsilon, ubicada a su vez en un rincón del universo muy lejano a la Vía Láctea. Éste es el lugar de origen de la raza Zuyua que aparece en las páginas de la historieta de Karmatrón y los Transformables, y el escenario de los eventos en los primeros números de la revista.

## Características
El planeta Zuyua parece una réplica exacta de las condiciones de vida de la Tierra, porque la raza Zuyua, así como muchas especies vegetales representadas en las ilustraciones de Oscar González Loyo se asemejan de manera notable a sus contrapartidas terrestres. Cuenta con una atmósfera igual a la de la Tierra, presumiblemente rica en nitrógeno y oxígeno, que crea el efecto de un cielo azul, como el cielo terrestre. Cuenta con grandes masas de agua, y al parecer el Planeta Zuyua también está inclinado sobre su propio eje. La única diferencia entre los dos planetas que se hace notar en el argumento de la historieta es que el planeta Zuyua es más grande que la Tierra (las primeras referencias a este mundo lo nombran "El planeta gigante", sin embargo, no se menciona una proporción exacta de la diferencia de tamaño). Los organismos Zuyua, curiosamente, no experimentan dificultades o desorientación alguna al visitar planetas de una talla (y por lo tanto, una atracción gravitacional) diferente a la de su mundo.

## Estado actual
Al ser devastado en la invasión metnalita, todo rastro de civilización fue borrado de la faz de este mundo. Se puede extrapolar que las áreas verdes y santuarios naturales de éste planeta fueron igualmente afectados. La devastación de este mundo, sin embargo, ocurre literalmente millones de años antes de la época actual, y por lo tanto, es posible que la biósfera del planeta se haya recuperado del ataque alienígena